# Ousmane N'Gom Camara
Ousmane N'Gom Camara, gvinejski nogometaš, * 26. maj 1975, Conakry, Gvineja.
Camara je za gvinejsko nogometno reprezentanco odigral 73 tekem in nastopil na treh afriških pokalih narodov.